# Bleomicina
La Bleomicina es un antibiótico que detiene o desacelera el crecimiento de células cancerígenas en el cuerpo. También es utilizado para combatir el sarcoma de Kaposi, relacionado con el virus causante del SIDA. También usado en la pleurodesis química para impedir la recidiva de un derrame pleural (líquido en la pleura alrededor del pulmón) maligno, aunque en estos casos el talco ha demostrado mejores resultados.
La bleomicina es una mezcla de antibióticos citotóxicos sintetizados por la bacteria Streptomyces verticillus. Este compuesto actúa produciendo roturas en la doble hélice de ADN, lo que produce que la célula detenga su ciclo celular y muera por apoptosis.

## Uso médico
- Carcinomas de las células escamosas (incluyendo aquellos en la cabeza y el cuello, pene, cérvix y vulva)
- Enfermedad de Hodgkin
- Linfoma no Hodgkin
- Cáncer testicular

La bleomicina puede administrarse por vía intravenosa, intramuscular o subcutánea.

## Efectos secundarios
Los efectos secundarios más comunes son síntomas similares a los de la gripe e incluyen fiebre , erupción cutánea, dermatografismo , hiperpigmentación , alopecia (caída del cabello), escalofríos y fenómeno de Raynaud (decoloración de los dedos de manos y pies). La complicación más grave de la bleomicina, que se produce al aumentar la dosis, es la fibrosis pulmonar y el deterioro de la función pulmonar. Se ha sugerido que la bleomicina induce sensibilidad a la toxicidad del oxígeno y estudios recientes apoyan el papel de las citocinas proinflamatorias IL-18 e IL-1beta en el mecanismo de la lesión pulmonar inducida por bleomicina. Por lo tanto, siempre se debe informar al anestesista de cualquier tratamiento previo con bleomicina antes de someterse a un procedimiento que requiera anestesia general . Debido a la naturaleza sensible al oxígeno de la bleomicina y la probabilidad aumentada teorizada de desarrollar fibrosis pulmonar después de la terapia con oxígeno suplementario, se ha cuestionado si los pacientes deberían participar en el buceo después del tratamiento con el fármaco.  También se ha informado que la bleomicina altera el sentido del gusto .